# Anestèsic inhalat
Un anestèsic inhalat és una substància que administrada per via respiratòria produeix anestèsia. De les tres fases de l'anestèsia, inducció, manteniment i educció, s'utilitza generalment en el manteniment. La inducció amb anestèsics inhalats és útil en nens que no volen un accés endovenós. S'afegeix un gas anestèsic mitjançant un vaporitzador (o un rotàmetre) a l'aire que respira el pacient. Aquest difon al cos i produeix anestèsia. L'eliminació passiva de l'anestèsic a través dels pulmons permet el despertar del pacient.

## Història
Dels moderns anestèsics generals (segle xix), els primers van ser inhalats: èter, òxid de dinitrogen i cloroform. L'èter es va sintetitzar per Valerius Cordus el 1540 però no es va utilitzar com anestèsic en humans fins al 1842 per Crawford W. Long i per William E. Clark. El 1846 William T. G. Morton va divulgar la primera anestèsia general amb èter.

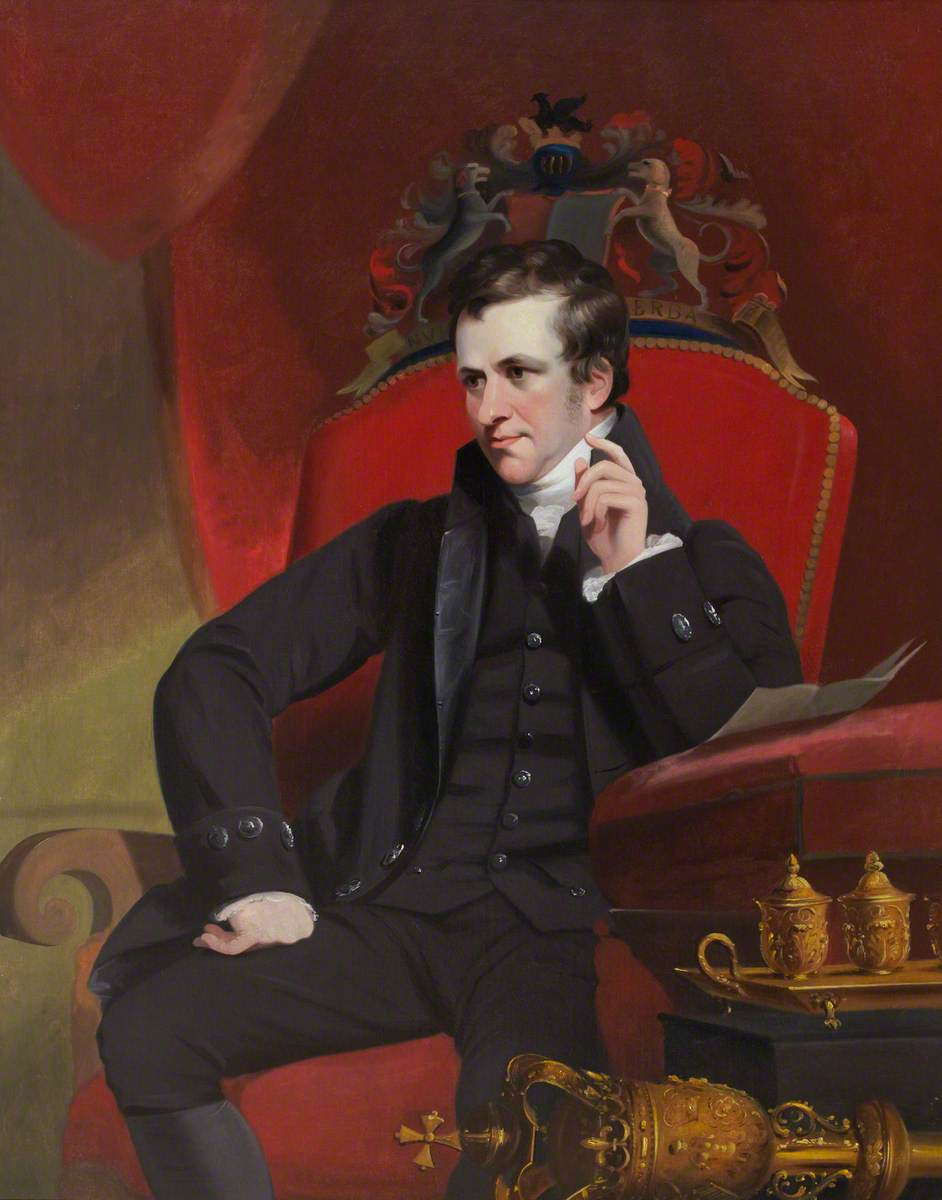
Sir Humphry Davy.

L'òxid de dinitrogen va ser produït per Joseph Priestley el 1772 però les seves propietats analgèsiques no es van destacar fins al 1800 per Humphry Davy. Gardner Colton i Horace Wells són els que primer utilitzaren l'òxid de dinitrogen com anestèsic en persones el 1884. Va perdre popularitat degut a la seva baixa potència però el seu ús va revifar utilitzant-lo a baixes concentracions conjuntament amb altres anestèsics. És l'únic d'aquests anestèsics que encara s'utilitza avui en dia.
El cloroform va ser sintetitzat independentment per Justus Liebig, Samuel Guthrie i Eugene Soubeiran el 1831. Tot i que es va fer servir per primera vegada com anestèsic el 1847 per Holmes Coote, va ser l'obstetre James Young Simpson qui el va introduir a la pràctica clínica com a analgèsic per al dolor de part. El cloroform es va anar abandonant degut als problemes d'arrítmies cardíaques i d'hepatotoxicitat. Malgrat la introducció de nous anestèsics inhalats (clorur d'etil, etilè, ciclopropà, tricloretilè…), l'èter va quedar com l'estàndard fins als anys 60 del segle xx.
L'únic anestèsic que va competir amb l'èter va ser el ciclopropà però, per desgràcia, tant l'un com l'altre són altament inflamables i es van anar reemplaçant pels hidrocarburs fluorats potents (i no inflamables) com l'halotà, sintetitzat el 1951 i comercialitzat el 1956, el metoxiflurà (1958/1960), l'enflurà (1963/1973) i l'isoflurà (1965/1981).
Amb posterioritat, s'ha introduït el desflurà comercialitzat el 1992 i el sevoflurà comercialitzat el 1995.

## Propietats ideals dels anestèsics inhalats
L'anestèsic inhalat ideal hauria d'oferir una inducció i manteniment de l'anestèsia general suaus i segurs amb efectes mínims sobre altres sistemes orgànics. Hauria de ser a més inodor o agradable a la inhalació, segur per a totes les edats i durant l'embaràs, que no es metabolitzés, amb ràpid inici i final d'acció, potent i segur per al personal de sala d'operacions que hi està exposat. També hauria de ser barat de produir, fàcil de transportar i emmagatzemar, amb un període d'utilització llarg, fàcil d'administrar i monitorar amb els equipaments actuals, estable a la llum, plàstic, metall, goma i cal sodada, no inflamable i segur per al medi ambient. Cap dels anestèsics inhalats actuals compleixen aquests requisits en la seva totalitat.

## Emmagatzematge i administració
Els anestèsics inhalats que s'emmagatzemen com a líquids en ampolles s'administren mitjançant un vaporitzador que hi ha en el respirador d'anestèsia. Els que són gasos s'emmagatzemen en tancs o bombones i s'administren a través de rotàmetres. Les ampolles d'enflurà, isoflurà, sevoflurà i desflurà, els anestèsics fluorats més usats en la pràctica clínica, estan codificats per motius de seguretat amb etiquetes de diferents colors.

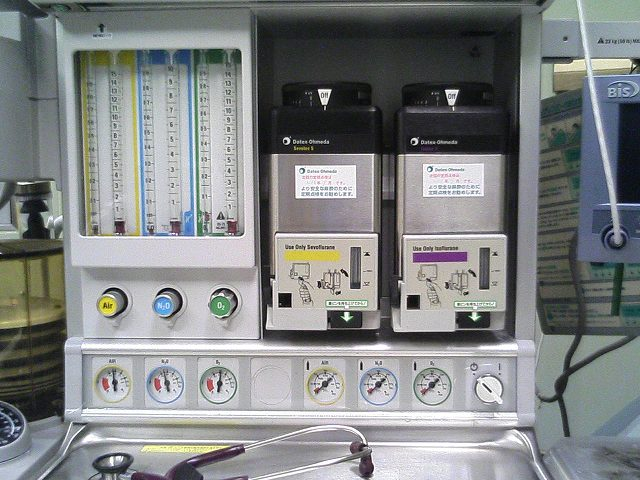
Rotàmetres per a la barreja d'aire, òxid de dinitrogen i oxigen i vaporitzadors de sevoflurà i isoflurà.

Anestèsics inhalats emmagatzemats com a líquids i administrats amb vaporitzadorÈter, cloroform, tricloretilè, halotà, metoxiflurà, enflurà, isoflurà,, desflurà o sevoflurà.
Anestèsics inhalats emmagatzemats com a gasos a pressióÒxid de dinitrogen, xenó, ciclopropà.

## Farmacocinètica
Malgrat que el mecanisme d'acció dels anestèsics inhalats no és clar, es creu que el seu efecte depèn d'aconseguir concentracions terapèutiques a nivell cerebral. Entre el vaporitzador, que subministra el gas, i la seva disponibilitat en el cervell hi ha molts factors a tenir en compte. Ara els explicarem.

### Factors que afecten la fracció inspiratòria d'anestèsic (FI)
La concentració de gas que arriba al pacient (barreja de gasos inspirats) no depèn només de la concentració amb la que surt del vaporitzador sinó que també depèn de la quantitat de gas fresc que s'afegeix al circuit respiratori, del volum del sistema respiratori i de l'absorció del gas pel circuit. Com més alt sigui el volum d'aire fresc, menor el volum del circuit respiratori i menor l'absorció de l'anestèsic per part d'aquest circuit respiratori, més s'acostarà la concentració inspiratòria d'anestèsic a la del gas fresc. Clínicament, això es traduirà en una inducció anestèsica més ràpida.

### Factors que afecten la concentració alveolar (FA)
| La concentració alveolar d'un gas anestèsic està directament relacionada amb l'efecte que fa aquest a nivell cerebral. |

#### Captació de l'anestèsic per la circulació pulmonar
La captació de l'anestèsic inspirat per part de la sang crea una diferència entre aquest i la concentració alveolar. Com més gas passi a la circulació pulmonar (captació), més diferència hi haurà entre la concentració inspirada i l'alveolar, més lentament s'eleva la concentració alveolar i per tant, més lenta és la inducció de l'anestèsia.
Tres factors afecten la captació de gas per part de la circulació pulmonar: La solubilitat del gas en sang, el flux de sang alveolar i la diferència entre la pressió parcial del gas a l'alvèol i a la sang venosa.
La solubilitat relativa del gas en aire, sang i teixits s'expressa com a coeficient de partició (CP). El coeficient de partició d'un anestèsic és igual a la relació entre la concentració d'aquest en dos medis en equilibri (amb igual pressió parcial de gas). El coeficient entre sang i aire s'utilitza per conèixer la velocitat d'inducció de l'anestèsia. Un coeficient sang/gas elevat indica una alta solubilitat de l'anestèsic en sang, una elevació més lenta de la concentració alveolar i, per tant, una inducció més lenta.
| Agent              | CP sang/gas |
| ------------------ | ----------- |
| Òxid de dinitrogen | 0,47        |
| Halotà             | 2,4         |
| Metoxiflurà        | 12          |
| Enflurà            | 1,9         |
| Isoflurà           | 1,4         |
| Desflurà           | 0,42        |
| Sevoflurà          | 0,65        |

El segon factor que afecta la captació de gas anestèsic per la circulació pulmonar és el flux sanguini alveolar. Aquest, en absència de xunt, és igual al cabal cardíac. Els estats de circulació alentida afavoreixen que el pas dels anestèsics inhalats solubles cap a la sang sigui més lent de l'habitual i, per tant, la concentració alveolar pot augmentar ràpidament i provocar una sobredosificació.
El tercer factor que afecta la captació d'anestèsic per la circulació pulmonar és la diferència de pressió parcial entre el gas alveolar i la sang venosa. Aquest gradient depèn de la captació per part dels teixits. Una vegada el gas anestèsic passa a la circulació es va distribuint per tots els teixits de l'organisme segons l'avidesa que aquests tinguin pel gas (solubilitat) i el grau d'irrigació de cada un d'ells (com més irrigats, més ràpidament entraran en equilibri amb la sang). El cervell és dins del grup de teixits amb bona perfusió sanguínia i moderada solubilitat per als gasos anestèsics.

#### Ventilació
La disminució de la pressió parcial alveolar per la captació pot ser contrarestada augmentant la ventilació alveolar. O sigui, si reemplacem el gas que passa a la circulació pulmonar, la concentració alveolar es manté millor. Aquest efecte és més marcat en els gasos més solubles, ja que aquests són més sensibles a la captació per la sang.

#### Concentració
Els efectes de la captació també es poden minimitzar augmentant la concentració del gas inspirat.

### Factors que afecten la concentració arterial (Fa)

#### Alteració de la relació ventilació/perfusió
Normalment es considera que la pressió parcial d'anestèsic arterial i alveolar són iguals però, en realitat, l'arterial és més baixa que l'alveolar. Això pot ser degut a la barreja amb sang venosa, a l'espai mort alveolar i a una distribució no uniforme del gas pels alvèols. A més, l'existència d'una alteració de la relació ventilació/perfusió incrementarà la diferència alveolo-arterial. El seu efecte és un augment de la pressió parcial alveolar (especialment pels agents molt solubles) i una disminució de la pressió parcial arterial (especialment pels anestèsics poc solubles). Per tant, una intubació endobronquial o un xunt intracardíac dreta-esquerre alentirà més la velocitat d'inducció amb òxid de dinitrogen que amb halotà.

### Factors que afecten l'eliminació
El despertar de l'anestèsia depèn de la disminució de la concentració d'anestèsic en el teixit cerebral. Els anestèsics es poden eliminar per metabolització, pèrdua transcutània o exhalació.
La metabolització habitualment té un paper mínim en l'eliminació dels gasos anestèsics. Només té una certa importància en els que sofreixen un metabolisme important (metoxiflurà). El major metabolisme de l'halotà respecte a l'enflurà fa que el primer s'elimini més ràpidament malgrat ser més soluble. Els enzims del grup del citocrom P-450 (especialment el CYP 2EI) sembla que tenen una certa importància en el metabolisme d'alguns anestèsics inhalats.
La pèrdua transcutània d'anestèsics és insignificant.
La via d'eliminació més important dels anestèsics inhalats és l'alvèol. Molts dels factors que acceleren la inducció també acceleren l'educció o recuperació: eliminació de la reinhalació, flux alt de gas fresc, petit volum del circuit anestèsic, absorció petita per part del circuit anestèsic, solubilitat disminuïda, alt flux sanguini cerebral i ventilació elevada.
L'eliminació de l'òxid de dinitrogen és tan ràpida que dilueix l'oxigen i el CO₂ alveolar. Això podria provocar una hipòxia per difusió que es prevé administrant oxigen al 100% durant 5 o 10 minuts després d'aturar l'aport d'òxid de dinitrogen.
Normalment la velocitat de recuperació és més elevada que la d'inducció, ja que els teixits que no han arribat a l'equilibri segueixen acumulant anestèsic (redistribució) fins que la pressió parcial alveolar baixa per sota de la del teixit. Aquesta redistribució no és tan evident quan l'anestèsia ha sigut molt llarga i s'ha arribat a una situació pràcticament d'equilibri entre tots els teixits del cos. Com a conseqüència, la rapidesa del despertar de l'anestèsia també depèn de la seva durada.

## Farmacodinàmica
L'anestèsia pot ser provocada per fàrmacs ben diferents. Probablement els diversos fàrmacs provoquen anestèsia per mètodes diferents (teoria agent-específic). No sembla haver-hi un únic lloc d'acció per a tots els anestèsics halogenats. Els diferents anestèsics afecten múltiples àrees cerebrals: sistema reticular activador ascendent, el còrtex cerebral, el nucli cuneïforme, el còrtex olfactori i l'hipocamp. També deprimeixen la transmissió excitadora a la medul·la espinal, particularment a nivell de les interneurones de l'asta posterior que estan involucrades en la transmissió del dolor. A nivell microscòpic, la transmissió sinàptica és molt més sensible als anestèsics generals que la conducció axonal, malgrat que axons nerviosos de petit diàmetre poden ser vulnerables.

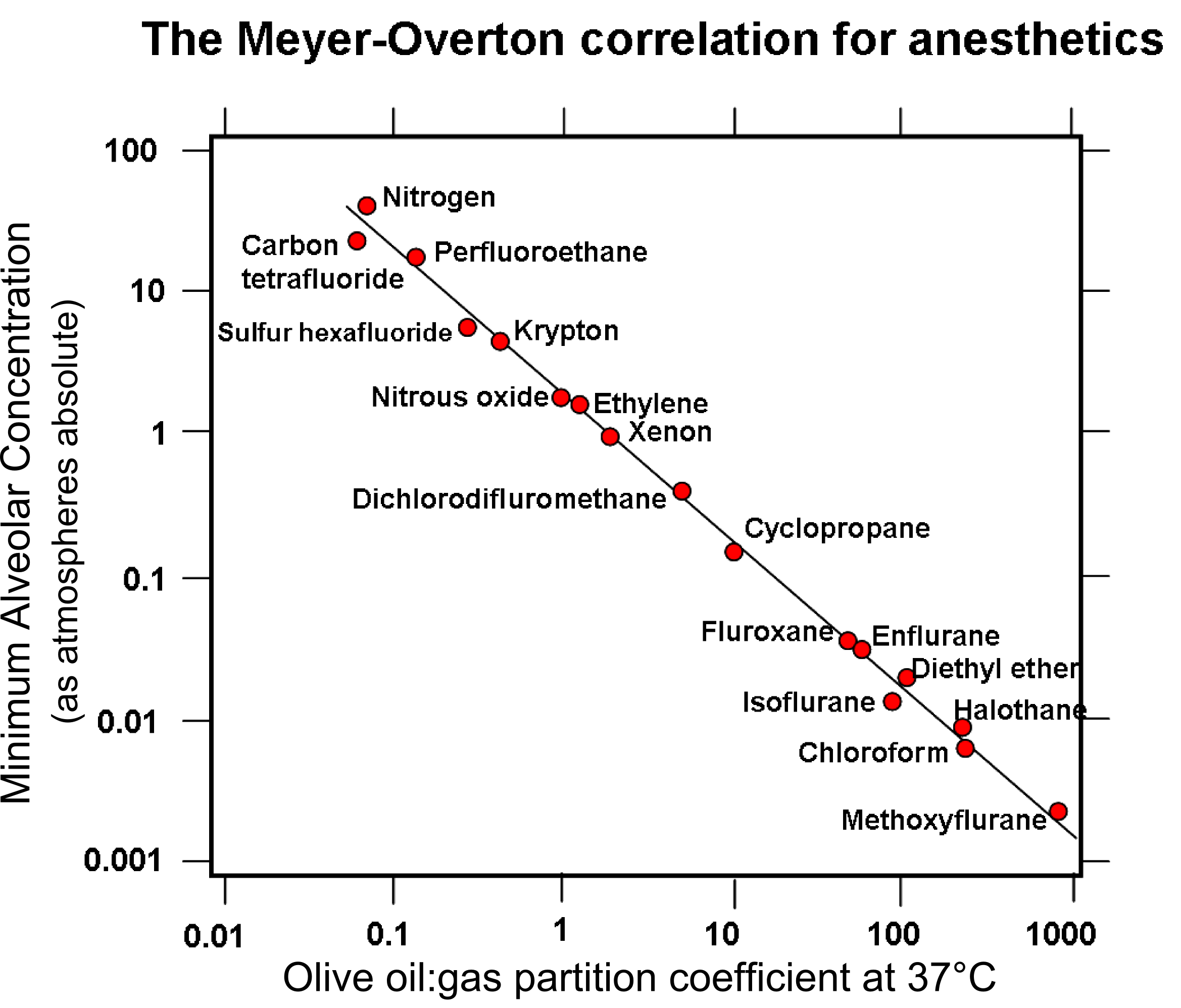
Correlació entre la liposolubilitat i la potència anestèsica per a diferents anestèsics inhalats

La hipòtesi unitària proposa que tots els agents inhalats comparteixen mecanismes d'acció comuns a un nivell molecular. Aquesta teoria està recolzada sobre el fet que la potència anestèsica es correlaciona directament (encara que no perfectament) amb la seva liposolubilitat (regla de Meyer-Overton). Les molècules d'anestèsics actuarien dissolent-se en llocs hidròfobs específics.
Les membranes neuronals contenen molts llocs hidrofòbics a la seva bicapa fosfolipídica. La dissolució dels anestèsics en aquesta bicapa expandiria la membrana i això alteraria el seu funcionament (hipòtesi del volum crític). Aquesta teoria és probablement una simplificació del mecanisme d'acció dels anestèsics inhalats.

La membrana cel·lular és una bicapa lipídica semipermeable. A més dels lípids conté altres molècules com proteïnes, implicades en una gran varietat de processos cel·lulars

La unió de l'anestèsic a la membrana podria modificar l'estructura de la membrana o la seva conductància. La modificació, per exemple, dels canals iònics alteraria la permeabilitat de la membrana. També el canvi en la forma d'altres proteïnes de la membrana podria alterar el seu funcionament. Tant en un cas com en l'altre s'alteraria la transmissió sinàptica.
S'ha vist que molts anestèsics augmenten la inhibició que fa l'àcid gamma-aminobutíric (GABA) sobre el sistema nerviós central. Els agonistes dels receptors GABA potencien l'anestèsia mentre que els antagonistes reverteixen alguns efectes dels anestèsics. Sembla haver-hi una forta correlació entre la potència anestèsica i la potenciació de l'activitat dels receptors GABA. Recordem que els receptors GABA són canals proteics. Per tant, la modulació de la funció GABA podria ser un mecanisme important d'acció de molts anestèsics.
S'ha vist que la ketamina produeix anestèsia mitjançant la inhibició dels receptors N-metil D-aspartat (receptors NMDA), uns canals iònics. L'òxid de dinitrogen també inhibeix aquests receptors.
Els estudis apunten cada vegada més a que els anestèsics actuen en zones més específiques del sistema nerviós central. Els efectes sobre la funció postsinàptica per l'alteració del funcionament dels canals iònics degut a canvis en la forma de les proteïnes per la unió dels anestèsics a regions hidròfobes de la membrana seria el mecanisme d'acció inicial.

## Concentració alveolar mínima
La concentració alveolar mínima (CAM) d'un anestèsic inhalat és la concentració alveolar d'aquest en volum per cent que evita el moviment en un 50% dels pacients en resposta a un estímul estandarditzat. La CAM és una mesura útil perquè reflecteix la pressió parcial de l'anestèsic inhalat al cervell, permet comparar la potència entre diferents anestèsics i aporta un estàndard per a estudis experimentals. Malgrat tot, s'ha de considerar com una mitjana estadística amb un valor limitat per a manejar cada pacient en particular.
Els valors de la CAM són additius. O sigui, es pot fer una barreja d'òxid de dinitrogen al 0,5 CAM i sevoflurà al 0,5 CAM per obtenir una profunditat anestèsica equivalent a 1 CAM.
El concepte de CAM és equivalent al de la dosi eficaç 50 (DE50). S'ha vist que una CAM d'1,3 evita el moviment en un 95% dels pacients, equivalent,doncs, a una DE95.
Una CAM de 0,3-0,4 s'associa al despertar de l'anestèsia.
La CAM es pot alterar per múltiples factors com són l'edat, la temperatura corporal, l'enolisme, la tensió arterial, l'embaràs i per molts altres fàrmacs.
| Agent              | CAM% |
| ------------------ | ---- |
| Òxid de dinitrogen | 105  |
| Halotà             | 0,75 |
| Metoxiflurà        | 0,16 |
| Enflurà            | 1,7  |
| Isoflurà           | 1,2  |
| Desflurà           | 6,0  |
| Sevoflurà          | 2,0  |